# Sphecodes perplexus
Sphecodes perplexus är en biart som beskrevs av Nurse 1903. Sphecodes perplexus ingår i släktet blodbin, och familjen vägbin. Inga underarter finns listade i Catalogue of Life.